# 全叶还阳参
全叶还阳参（学名：Crepis integrifolia）是菊科还阳参属的植物。其种加词“integrifolia”意为“全缘叶的”。分布在新疆等地，生长于海拔1,370米的地区，一般生于草地，目前尚未由人工引种栽培。